# Reisseronia
Reisseronia is een geslacht van vlinders van de familie van de zakjesdragers (Psychidae).

## Soorten
- R. annae Larysz, 2017
- R. arnscheidi Weidlich, 2006
- R. flavociliella (Mann, 1864)
- R. gertrudae Sieder, 1962
- R. hellersi Sobczyk & Werno, 2021
- R. hofmanni (Heylaerts, 1879)
- R. imielinella Malkiewicz, Sobczyk & Larysz, 2013
- R. ionica Weidlich, 2016
- R. lesari Predovnik, Rekelj & Gomboc, 2020
- R. magna Hattenschwiler, 1982
- R. malickyi Hauser, 1996
- R. muscaelutum Kurz, Kurz & Zeller-Lukashort, 2006
- R. nigrociliella (Rebel, 1934)
- R. pusilella (Rebel, 1941)
- R. satanella Kurz, Kurz & Zeller-Lukashort
- R. staudingeri (Heylaerts, 1879)
- R. tarnierella (Bruand, 1851) - Dwergzakdrager
- R. tschetverikovi Solyanikov, 1988